# Базарный (Кемеровская область)
База́рный — посёлок в Таштагольском районе Кемеровской области. Входит в состав Каларского сельского поселения.

## География
Центральная часть населённого пункта расположена на высоте 326 метров над уровнем моря.

## Население
По данным Всероссийской переписи населения 2010 года, в посёлке Базарный проживает 27 человек (14 мужчин, 13 женщин).